# Yumurtalık
Yumurtalık es una ciudad y distrito de la provincia de Adana, Turquía, que se encuentra a unos 40 km del centro de Adana. La población de Yumurtalık es de 19.625 habitantes.
Yumurtalık alberga una amplia zona franca donde se encuentran las plantas de producción de hasta treinta empresas, todas ellas en funcionamiento o en construcción. Los ámbitos de actividad incluyen sectores como la petroquímica, las fibras sintéticas y el acero, además de la existencia de planes para crear un importante astillero.
En la antigüedad, la ciudad se conocía con el nombre de Ayas, denominación que utilizan aún los vecinos de la localidad.

## Historia
La historia del puerto se remonta al menos al 2000 a. C.. Se ha encontrado cerámica hitita en el túmulo de Zeytinbeli Höyük correspondiente al siglo XVII a. C.. Además, fue el principal puerto del reino armenio de Cilicia y bajo el Imperio romano de Oriente; posteriormente, fue gobernado por el bey de Ramazanoğlu y, a partir del siglo XVI, por el Imperio otomano.

## Lugares de interés
- Se afirma que Marco Polo utilizó el castillo de Ayas a su vuelta de Asia.
- La torre de Süleyman
- Playas en las que desova la tortuga boba.